# Zespół Hurler
Zespół Hurler, zwany również mukopolisacharydozą typu I, MPS I, chorobą maszkaronów (maszkaronizm) lub gargoilizmem (Gargantua – król, bohater powieści Rabelaisego ogromnych rozmiarów) – zaburzenie genetyczne objawiające się niedoborem alfa-L iduronidazy, która jest enzymem rozszczepiającym mukopolisacharydy. Brak tego enzymu powoduje wbudowywanie do organizmu siarczanu heparanu oraz siarczanu dermatanu co powoduje uszkodzenie narządów (m.in. serca, wątroby, mózgu). Zaburzenie metabolizmu mukopolisacharydów wywołuje upośledzenie umysłowe i fizyczne (duża głowa, groteskowe, grube rysy twarzy). Śmierć następuje najpóźniej około 10. roku życia.
Mukopolizacharydozę typu I dzieli się na 3 typy w zależności od objawów i ich nasilenia. Wszystkie typy wynikają z braku lub niedoboru enzymu  alfa-L iduronidazy. MPS I H lub inaczej zespół Hurler jest najpoważniejszą postacią MPS I. Dwa pozostałe podtypy to MPS I S lub zespół Scheie oraz MPS I H-S lub zespół Hurler-Scheie.

## Cechy zespołu
Choroba cechuje się postępującym pogorszeniem stanu zdrowia, hepatosplenomegalią, karłowatością i zniekształceniem prawidłowych rysów twarzy (maszkaronizm). Występuje upośledzenie umysłowe, chorzy przeżywają 10 lat.
Opóźnienie rozwoju  jest widoczne pod koniec pierwszego roku życia, całkowite zatrzymanie rozwoju jest widoczne między 2. a 4. rokiem życia. Jest to związane z postępującym  niedorozwojem umysłowym  oraz z utratą zdolności do wykonywania fizycznych czynności. Umiejętność mowy jest ograniczona poprzez utratę słuchu i nadmiernie powiększony język. Z czasem przejrzyste warstwy rogówki ulegają zmętnieniu a siatkówka ulega degeneracji. Występuje zespół cieśni nadgarstka (lub podobny ucisk na nerw w innej części ciała) i ograniczona ruchomość stawów. 
Przy urodzeniu noworodki mogą być nieznacznie większe i wyglądać normalnie, ale mogą mieć przepukliny pachwinowe lub pępkowe. Wzrastanie może być początkowo szybsze niż normalnie, ale przed ukończeniem pierwszego roku życia zwalnia i najczęściej ulega zatrzymaniu około trzeciego roku życia. Wiele dzieci  charakteryzuje się krótkim tułowiem. Charakterystyczne rysy twarzy (płaska twarz, obniżona przegroda nosowa i wydatne czoło) stają się bardziej widoczne w drugim roku życia.  